# Canton de Bligny-sur-Ouche
Le canton de Bligny-sur-Ouche était une division administrative française située dans le département de la Côte-d'Or et la région Bourgogne-Franche-Comté.

## Géographie
Ce canton était organisé autour de Bligny-sur-Ouche dans l'arrondissement de Beaune. Son altitude variait de 306 m (La Bussière-sur-Ouche) à 613 m (Antheuil) pour une altitude moyenne de 427 m.

## Histoire
Depuis le Redécoupage cantonal de 2014, le Canton de Bligny-sur-Ouche est intégré au Canton d'Arnay-le-Duc.

## Représentation
Site officiel de la Communauté de communes

### Conseillers généraux de 1833 à 2015
| Période | Période      | Identité                                    | Étiquette    | Qualité |
| ------- | ------------ | ------------------------------------------- | ------------ | --- |
| 1992    | 2015         | Gabriel Moulin                              | DVG          | Ingénieur en chef des travaux publics de l'Etat Maire d'Aubaine (1977-2008) Ancien Président de la Communauté de Communes du Canton de Bligny-sur-Ouche |
| 1985    | 1992         | Jean-Louis Desfaits                         | UDF          | Vétérinaire Maire de Bligny-sur-Ouche |
| 1967    | 1985         | Jean-François Lacaille (1911-1992)          | DVG puis DVD | Médecin à Bligny-sur-Ouche |
| 1955    | 1967         | Henri Manière (1899-1982)                   | DVD          | Directeur de scierie Maire de Bligny-sur-Ouche |
| 1945    | 1955         | Charles Chatain                             | RI           | Minotier à Bligny-sur-Ouche |
|         |              |                                             |              | |
| 1919    | 1940         | Jean-François Renaud                        | RG           | Agriculteur - Maire de Painblanc Nommé conseiller départemental en 1942                                                                                 |
| 1901    | 1919         | Louis Rey                                   | Rad.         | Tailleur Maire de Bligny-sur-Ouche |
| 1896    | 1901         | Jean Martenot (1829-1904)                   | Républicain  | Colonel d'infanterie en retraite Maire de Cussy-la-Colonne                                                                                              |
| 1877    | 1896 (décès) | Théodore Drouhin                            | Républicain  | Avocat - Maire de Montceau |
| 1871    | 1877         | Pierre François Louis Virely                | Droite       | Notaire à Dijon |
| 1866    | 1871         | Louis Hubert Moreau                         |              | Ancien notaire - Maire de Bligny-sur-Ouche |
| 1848    | 1866         | Simon Auguste Boullenot (fils du précédent) |              | Avocat à Dijon |
| 1842    | 1848         | Pierre Louis Boullenot-Gauthely             |              | Juge au Tribunal civil de Beaune, conseiller d'arrondissement                                                                                           |
| 1833    | 1842 (décès) | Jean-Mathieu-Gabriel Mollerat-Guyot         |              | Propriétaire et ancien maître de forges à Veuvey-sur-Ouche                                                                                              |

### Conseillers d'arrondissement (de 1833 à 1940)
| Période                                  | Période | Identité                         | Étiquette   | Qualité |
| ---------------------------------------- | ------- | -------------------------------- | ----------- | --- |
| 1833                                     | 1842    | Louis Boullenot-Gauthey          |             | Juge au Tribunal civil de Beaune                                                                            |
| 1842                                     | 1848    | Louis Hubert Moreau              |             | Notaire à Bligny-sur-Ouche                                                                                  |
|                                          |         |                                  |             | |
| 1852                                     | 1867    | Louis Hubert Moreau              |             | Notaire à Bligny-sur-Ouche                                                                                  |
| 1867                                     | 1871    | Charles Théophile Martin Gersant |             | Chef du dépôt aux houillères et chemins de fer d'Épinac (Saône-et-Loire), propriétaire à Dijon              |
| 1871                                     | 1880    | Charles Tisserand                |             | Notaire à Bligny-sur-Ouche                                                                                  |
| 1880                                     | 1898    | Denis Étienne Lebeault           |             | Notaire, maire de Bligny-sur-Ouche                                                                          |
| 1898                                     | 1904    | Aristide Marsot                  |             | Maire de Bouilland                                                                                          |
| 1904                                     | 1913    | Claude Serrigny                  | Républicain | Propriétaire, conseiller municipal de Bligny-sur-Ouche                                                      |
| 21 déc. 1913                             | 1919    | Émile Renaud                     |             | Propriétaire à Painblanc                                                                                    |
| 1919                                     | 1940    | Jean-Marie Matinier (1866-1950)  |             | Notaire à Bligny-sur-Ouche                                                                                  |
| 1940                                     |         |                                  |             | Les conseils d'arrondissement ont été suspendus par la loi du 12 octobre 1940 et n'ont jamais été réactivés |
| Les données manquantes sont à compléter. |         |                                  |             | |

## Composition
Le canton de Bligny-sur-Ouche regroupait 22 communes :
| Communes              | Population (2012) | Code postal | Code Insee |
| --------------------- | ----------------- | ----------- | ---------- |
| Antheuil              | 65                | 21360       | 21014      |
| Aubaine               | 58                | 21360       | 21030      |
| Auxant                | 39                | 21360       | 21036      |
| Bessey-en-Chaume      | 98                | 21360       | 21065      |
| Bessey-la-Cour        | 79                | 21360       | 21066      |
| Bligny-sur-Ouche      | 750               | 21360       | 21087      |
| La Bussière-sur-Ouche | 190               | 21360       | 21120      |
| Chaudenay-la-Ville    | 21                | 21360       | 21155      |
| Chaudenay-le-Château  | 36                | 21360       | 21156      |
| Colombier             | 51                | 21360       | 21184      |
| Crugey                | 213               | 21360       | 21214      |
| Cussy-la-Colonne      | 41                | 21360       | 21221      |
| Écutigny              | 78                | 21360       | 21243      |
| Lusigny-sur-Ouche     | 74                | 21360       | 21360      |
| Montceau-et-Écharnant | 121               | 21360       | 21427      |
| Painblanc             | 142               | 21360       | 21476      |
| Saussey               | 85                | 21360       | 21588      |
| Thomirey              | 54                | 21360       | 21631      |
| Thorey-sur-Ouche      | 116               | 21360       | 21634      |
| Veilly                | 64                | 21360       | 21660      |
| Veuvey-sur-Ouche      | 154               | 21360       | 21673      |
| Vic-des-Prés          | 77                | 21360       | 21677      |

## Démographie
| 1962  | 1968  | 1975  | 1982  | 1990  | 1999  | 2006  | 2011  | 2012  |
| ----- | ----- | ----- | ----- | ----- | ----- | ----- | ----- | ----- |
| 3 475 | 3 104 | 2 782 | 2 753 | 2 675 | 2 606 | 2 750 | 2 972 | 2 995 |